# José Raúl Mulino
José Raúl Mulino Quintero (David, Chiriquí; 13 de junio de 1959) es un abogado, diplomático y político panameño. Es el presidente de la República de Panamá desde el 1 de julio de 2024. Fue ministro de Seguridad Pública y de Gobierno y Justicia durante el gobierno de Ricardo Martinelli, así como Magistrado Suplente de la Corte Suprema de Justicia y como viceministro y ministro de Relaciones Exteriores durante el gobierno de Guillermo Endara Galimany.
Inició su carrera profesional como abogado especialista en derecho marítimo en la firma Fábrega, Molino y Mulino como socio fundador en 1988. Durante ese periodo se convirtió en representante de la Asociación Panameña de Ejecutivos de Empresa y del Consejo Nacional de la Empresa Privada, como miembro y presidente y representante de estos organismos ante la Cruzada Civilista, principal grupo opositor a la dictadura militar, encabezada por el General de las Fuerzas de Defensa Manuel Antonio Noriega y depuesto durante la invasión de los Estados Unidos a Panamá en 1989. 
Durante la administración de Guillermo Endara, la primera tras la restauración de la democracia, ocupó en primer lugar el cargo de viceministro de Relaciones Exteriores en 1990, hasta el fallecimiento del titular el canciller Julio Linares mientras se encontraba en el cargo, pasando a ser el titular del ramo hasta el fin del gobierno.
Con miras a las elecciones generales de 2024 fue candidato a la vicepresidencia de la República por el Partido Realizando Metas, siendo el compañero de fórmula del expresidente Ricardo Martinelli, luego que la esposa de este último, la ex primera dama Marta Linares de Martinelli declinase a la fórmula vicepresidencial.  No obstante, tras la inhabilitación de Martinelli como candidato presidencial tras una condena por peculado, el 11 de marzo de 2024 se convirtió en candidato presidencial de dicha formación.

## Biografía

### Familia y primeros años
Es hijo del político y gobernador de la provincia de Chiriquí José Mulino Rovira y de la empresaria Nelly Quintero de Mulino, así como hermano del diplomático José Javier Mulino.
Cursó estudios primarios y secundarios en el Colegio San Vicente de Paul, en David, Chiriquí, graduándose como Bachiller en Ciencias y Letras; estudió derecho y ciencias políticas en la Universidad Católica Santa María La Antigua se graduó en 1982. Al año siguiente cursó una maestría en derecho marítimo de la Universidad de Tulane.

### Carrera profesional
Después de graduarse de derecho, se dedicó a la práctica profesional privada en el ámbito del derecho marítimo, y en 1988 se convirtió en socio fundador de la firma de abogados Fábrega, Molino y Mulino. Desde entonces, inició su activismo contra la dictadura militar del general Manuel Antonio Noriega, como representante de diversas asociaciones gremiales en la Cruzada Civilista Nacional. Perteneció a diversas asociaciones profesionales y empresariales, como la Asociación Panameña de Ejecutivos de Empresa (APEDE), de la que fue director y presidente, el Consejo Nacional de la Empresa Privada (CONEP), del que fue director, vicepresidente y director honorario, la Asociación Panameña de Derecho Marítimo, de la que fue director en dos períodos, la American Society of International Law y la Inter–Pacific Bar Association (Asia Pacific Region).

## Vida política
En 1990 fue nombrado viceministro de Relaciones Exteriores, durante el gobierno de Guillermo Endara Galimany, tras la restauración de la democracia. Luego de la muerte del canciller Julio Linares en el ejercicio de sus funciones, asumió como Ministro de Relaciones Exteriores y se mantuvo en el cargo hasta el término de la administración en 1994. Durante su gestión, se desempeñó como Embajador Extraordinario y Plenipotenciario de la República de Panamá en Misión Especial, ante diferentes gobiernos y organismos internacionales, y como Jefe de la Delegación Negociadora de la República de Panamá ante los gobiernos de Estados Unidos y el Reino Unido, para la negociación y firma de los tratados de asistencia legal mutua sobre asuntos penales y delitos relacionados con el tráfico de drogas. 

### Partido Solidaridad
Fue uno de los fundadores del Partido Solidaridad, que nació el 7 de diciembre de 1993 como una alternativa política tras la caída de la dictadura de Manuel Antonio Noriega. Mulino ocupó los cargos de vicepresidente y luego presidente de este colectivo, que logró un importante apoyo popular en las elecciones de 2004, cuando formó parte de la alianza que llevó a Guillermo Endara a la presidencia. Bajo el liderazgo de Mulino, Solidaridad se propuso fortalecer su estructura nacional, aumentar su número de adherentes y consolidarse como una opción política para las elecciones de 2009. Buscó establecer alianzas con otros partidos de oposición, como el Liberal Nacional y el Panameñista, para conformar una fuerza política capaz de enfrentar al oficialismo.
Sin embargo, Solidaridad también enfrentó dificultades internas y externas que pusieron en riesgo su continuidad. Por un lado, hubo desacuerdos y divisiones entre sus principales dirigentes, como Samuel Lewis Galindo, el fundador y presidente vitalicio del partido, y Guillermo Endara, el abanderado presidencial, que terminaron por separarse del colectivo. Por otro lado, hubo una falta de definición y proyección de un proyecto presidencial propio, que generó dudas y críticas sobre la viabilidad y credibilidad de la candidatura de Mulino, quien no descartó postularse a la presidencia, pero tampoco logró consolidar su liderazgo ni su propuesta. Solidaridad optó por fusionarse con el Partido Liberal Nacional en 2006, lo que dio origen al partido Unión Patriótica y puso fin a la existencia de Solidaridad como tal.

### Unión Patriótica
Fue uno de los líderes del Partido Unión Patriótica, que surgió en 2006 de la fusión del Partido Solidaridad y el Partido Liberal Nacional. Mulino se convirtió en miembro fundador y segundo vicepresidente de este colectivo, que buscaba ser una alternativa política de centro-derecha en Panamá. En 2008, el Partido Unión Patriótica se alió con el Partido Cambio Democrático, que postuló a Ricardo Martinelli como candidato presidencial. Mulino participó en la campaña electoral, apoyando la propuesta de Martinelli. En las elecciones de 2009, el Partido Unión Patriótica obtuvo un 3,4% de los votos, logrando cuatro diputados, un parlamentario centroamericano, 14 representantes de corregimiento y una alcaldía.
Mulino fue nombrado Ministro de Gobierno y Justicia por Martinelli. Por este motivo, solicitó una licencia como presidente del Partido Unión Patriótica, cargo que asumió Aníbal Galindo, otro dirigente del colectivo. Mulino mantuvo su militancia en el Partido Unión Patriótica hasta 2011, cuando este partido se fusionó con Cambio Democrático.

### Ministro de Gobierno
El 1 de julio de 2010, tras la división del ministerio en los de Gobierno y Seguridad Pública, tomó posesión del último. Como ministro reforzó la seguridad en las calles, mediante la aplicación de retenes policiales y operativos masivos de profilaxis a través de una herramienta electrónica llamada "pele police", pero que generó muchas críticas en cuanto a que se estaba restringiendo la libertad de tránsito de los panameños y causó roces en el ámbito judicial, pero que el propio Mulino desestimó dichas denuncias, indicando que se había logrado detener a 15 mil personas con casos pendientes con la justicia.
Tuvo que confrontar las protestas populares contra una ley que era relativa a la aviación comercial pero que luego añadieron otros asuntos, incluyendo de carácter penal, denominada como "Ley Chorizo". En julio de 2010 se suscitaron enfrentamientos en Changuinola, provincia de Bocas del Toro, que dejaron dos muertos y más de 200 heridos, muchos con lesiones oculares producto de tiros de perdigón. Mulino, quien mantenía una estricta política de no aceptar el cierre de calles a través de protestas, argumentó que los perdigones eran necesarios para lograr el orden y acusó a líderes sindicales y a la oposición de manipular a los protestantes. Los enfrentamientos fueron considerados por la ONG Human Rights Everywhere (HREV) como una violación a los derechos humanos. Hacia 2015, todas las víctimas de este enfrentamiento comenzaron a recibir una pensión vitalicia por parte del gobierno de Juan Carlos Varela.
El 9 de marzo de 2012 anunció la «renuncia irrevocable» como ministro de Seguridad, haciéndola efectiva el día 15 de marzo, tras disputas con director de la Policía Nacional de Panamá Gustavo Pérez, por la reglamentación de un nuevo estatuto para las entidades de seguridad del Estado. Sin embargo, el 14 de marzo se retractó de la renuncia, luego de la destitución de Pérez al cargo de la policía, por parte de Martinelli el día 11.
En julio de 2013 fue uno de los encargados en manejar la crisis del buque norcoreano Chong Chon Gang, en la que Cuba estuvo transportando material bélico escondido en 250 mil sacos de azúcar morena, pero que fue detenido en aguas panameñas. Los tripulantes norcoreanos fueron detenidos y luego liberados y deportados, además de recibir una multa por parte de la Autoridad del Canal de Panamá y retención del material bélico.
Mulino fue señalado por irregularidades en un contrato celebrado entre Panamá e Italia en 2010, que consistía en 19 radares instalados en suelo panameño, seis helicópteros y un mapa cartográfico digitalizado a través del conglomerado comercial Finmeccanica, con fines de reforzar la seguridad en Panamá. La irregularidad había escalado en abril de 2012, tras la detención del empresario Valter Lavítola y señalado por fiscales de Nápoles de haber hecho un esquema de sobornos hacia el ex primer ministro italiano Silvio Berlusconi y al presidente profugo de la justicia Martinelli. La respuesta del gobierno panameño fue airada y envió de urgencia a Mulino a Italia para aclarar la situación, donde amenazó con rescindir el contrato con el Estado italiano. La situación del contrato quedó en suspenso, donde sólo ocho radares fueron instalados, y se convirtió en una de las polémicas más graves del gobierno de Martinelli. Tras el fin del período presidencial de Martinelli, Lavítola fue condenado en julio de 2015 en Italia a tres años de prisión por corrupción; el pleito surgido entre Finmeccanica y el Estado panameño fue superado por ambas partes en febrero de 2016, incluyendo el retiro de los radares instalados.
Mulino fue detenido el 26 de octubre de 2015, tras una indagatoria que lo vinculaba al contrato con Finmeccanica. El justificó que firmó los contratos porque era su trabajo como ministro y acusó al presidente Varela de orquestar su detención. La detención de Mulino se extendió hasta el 7 de marzo de 2016, cuando se cambió la medida a impedimento de salida del país y notificación periódica mensual ante las autoridades. Luego de varios recursos legales, el 30 de agosto de 2017 la Corte Suprema de Justicia emitió un fallo que anulaba en parte el expediente de la investigación y consideraba la detención de Mulino y Alejandro Garuz (exdirector del Consejo de Seguridad) como inconstitucionales.

### Cambio Democrático
El 28 de mayo de 2018, se postuló como precandidato presidencial por Cambio Democrático (CD), con el propósito de recuperar el control del partido a Ricardo Martinelli, quien mantenía roces con Rómulo Roux, el nuevo presidente de CD. Sin embargo, perdió las primarias frente a Roux, con quien luego tras varios meses de negativa, se alió para apoyar su candidatura en las elecciones generales de 2019. Mulino argumentó que su alianza buscaba devolver el crecimiento, la prosperidad y el empleo que había logrado CD durante el gobierno de Martinelli, a quien también respaldó en su regreso al país.

### Realizando Metas
Se unió al partido Realizando Metas, que se creó en 2020 como una escisión del CD, del que Martinelli fue fundador y líder hasta que fue detenido y luego absuelto por un caso de espionaje. RM se presentó como una opción de continuidad de las obras que inició Martinelli como presidente y se alió con el Partido Alianza para conformar la coalición “Alianza para Salvar a Panamá”. Al inicio Mulino no había tenido una participación activa en el partido, y ha declarado que se preparaba para retirarse de la política.

### Candidatura a la presidencia
El partido Realizando Metas, fundado por Ricardo Martinelli, tenía como objetivo llevarlo de nuevo a la presidencia de Panamá. El 4 de junio de 2023, Martinelli ganó las primarias de su partido con una amplia ventaja, aunque con una alta abstención. Así, se convirtió en el primer candidato presidencial oficial para las elecciones de 2024. El 25 de septiembre de 2023, Realizando Metas se alió con el partido Alianza, formando la coalición “Alianza para Salvar a Panamá”. Martinelli escogió como su compañera de fórmula a su esposa y ex primera dama, Marta Linares de Martinelli, para la vicepresidencia de la república. Sin embargo, esta decisión generó rechazo y cuestionamientos de la opinión pública y del Tribunal Electoral, que rehusó aceptar su postulación en el sistema informático de la entidad. El 11 de octubre de 2023, Marta Linares de Martinelli renunció a su candidatura vicepresidencial, alegando que no se prestaría para los “juegos sucios” que buscaban inhabilitar a su esposo y candidato. El 14 de octubre de 2023, Martinelli anunció a José Raúl Mulino como su nuevo candidato a la vicepresidencia, y lo formalizó el 18 de octubre .
La candidatura de Martinelli enfrentó varios obstáculos legales, pues fue condenado por blanqueo de capitales en el caso New Business, que involucró el uso de fondos públicos para comprar acciones de la Editora Panamá América S.A. Esta condena lo inhabilitó para ser candidato, según la Constitución, y fue confirmada por la Corte Suprema de Justicia. Ante esta situación, Martinelli solicitó asilo político en la embajada de Nicaragua, alegando que es víctima de una persecución política. El gobierno de Nicaragua le concedió el asilo, pero el gobierno de Panamá se negó a darle el salvoconducto para que saliera del país. Además, la Fiscalía General Electoral opinó que la candidatura de Martinelli era nula por derecho propio, y que correspondía al Tribunal Electoral dar cumplimiento a la sentencia judicial que lo condenó.
Tras la inhabilitación de Martinelli como candidato presidencial, el 11 de marzo de 2024 Mulino se convirtió en el candidato de la formación.

## Presidencia
El gobierno de José Raúl Mulino inició el lunes 1 de julio de 2024, luego de haber sido elegido como presidente con el 34.23% de los votos en las elecciones generales del 5 de mayo.

## Distinciones y condecoraciones

### Condecoraciones nacionales
- Gran Cruz de la Orden de Vasco Núñez de Balboa  Panamá
- Gran Cruz de la Orden de Manuel Amador Guerrero  Panamá

### Condecoraciones extranjeras
- Gran Cruz de la Orden del Libertador San Martín  Argentina
- Gran Cruz de la Orden de Boyacá  Colombia
- Escudo de Antioquia Categoría Plata  Colombia